# Солониця (притока Ореба)
Солони́ця (Слониця) — річка в Україні, у межах Самбірського району Львівської області. Ліва притока Ореба (басейн Дністра).

## Опис
Довжина 10 км, площа басейну 9,4 км². Річище слабозвивисте, у нижній течії випрямлене. Заплава в нижній речії широка, поросла лучною рослинністю. Верхів'я розташовані в підгірній частині, тут Солониця має характер гірської річки.

## Розташування
Солониця бере початок на схід від села Кобло. Тече переважно на північний схід (лише у верхів'ї — на північний захід). Впадає до Ореба на північний схід від села Чукви (навпроти південної околиці міста Самбора).